# Pitche
Pitche és una vila i un sector de Guinea Bissau, situat a la regió de Gabú. Té una superfície 2.021 kilòmetres quadrats. En 2009 comptava amb una població de 47.042 habitants.